# Undine geht
Undine geht ist eine Erzählung der österreichischen Schriftstellerin Ingeborg Bachmann und stammt aus ihrem ersten Erzählband Das dreißigste Jahr (1961). Darin stellt „Undine geht“ den abschließenden Text dar. Die als Monolog gestaltete Erzählung stellt eine moderne Auseinandersetzung mit dem seit der Romantik bekannten Undine-Stoff dar. „Undine geht“ gehört zu Ingeborg Bachmanns bekanntesten Erzählungen.

## Bezüge zu anderen Werken über die Undine
Jean Giraudoux’ Werk über Undine besitzt ebenso wie „Undine geht“ eine Figur namens Hans. Diese steht in „Undine geht“ für alle Männer. 

## Interpretationsansätze
In einem viel zitierten Interview antwortet Ingeborg Bachmann auf die Frage, ob die Erzählung „Undine geht“ ein Selbstbekenntnis sei, mit folgenden Worten: 

„Sie ist meinetwegen ein Selbstbekenntnis. Nur glaube ich, dass es darüber schon genug Missverständnisse gibt. Denn die Leser und auch die Hörer identifizieren ja sofort – die Erzählung ist ja in der Ich-Form geschrieben – dieses Ich mit dem Autor. Das ist keineswegs so. Die Undine ist keine Frau, auch kein Lebewesen, sondern, um es mit Büchner zu sagen, ‚die Kunst, ach die Kunst‘. Und der Autor, in dem Fall ich, ist auf der anderen Seite zu suchen, also unter denen, die Hans genannt werden.“

## Sekundärliteratur
- Peter von Matt: Liebesverrat. Die Treulosen in der Literatur. Dtv, München 1991, S. 240 ff. (Interpretation)
- Mona El Nawab: Ingeborg Bachmanns „Undine geht“. Ein stoff- und motivgeschichtlicher Vergleich mit Friedrich de la Motte Fouqués „Undine“ und Jean Giraudoux’ „Ondine“. Königshausen & Neumann, Würzburg 1993, ISBN 3-88479-764-6.
- Ruth Neubauer-Petzoldt: Grenzgänge der Liebe. Ingeborg Bachmanns „Undine geht“. In: Mathias Mayer (Hg.): Werke von Ingeborg Bachmann. Reclam, Stuttgart 2000, ISBN 3-15-017517-8, S. 156–175.
- Jean Firges: Ingeborg Bachmann: „Malina.“ Die Zerstörung des weiblichen Ich (= Exemplarische Reihe Literatur und Philosophie, Band 26). Sonnenberg, Annweiler 2009, ISBN 978-3-933264-53-4, insbes. S. 48–63: „Undine als Identifikations-Gestalt“.[1]

## Notizen
1. ↑  Die Studie untersucht drei konstitutive Elemente im Werk von Bachmann: erstens die Rolle der Liebe als Grundenergie ihrer literarischen Produktion, zweitens die Auseinandersetzung mit dem Erbe des Faschismus im Denken der Nachkriegsgesellschaft, drittens das literarische Doppelgängertum der Schriftstellerin und ihr Versuch, die Position des weiblichen Autors in der Symbolordnung der männlich determinierten literarischen Welt zu bestimmen. Die drei vom Scheitern bedrohten Ansätze führen nach und nach zu einer Zerstörung des weiblichen Ichs der Schriftstellerin. Die Untersuchung interpretiert folgende Texte  Bachmanns: das Hörspiel „Der gute Gott von Manhattan“, das Gedicht „Mein Vogel“, den Roman „Malina“ sowie diese Erzählung.